# NWA World Light Heavyweight Championship (Australia Version)
L'NWA World Light Heavyweight Championship (Australia version) è stato un titolo di wrestling promosso dalla federazione australiana World Championship Wrestling, affiliata alla National Wrestling Alliance (NWA), e difeso nel territorio australiano.
Il titolo è stato attivo per un breve periodo di tempo durante il 1975.

## Storia
Nell'aprile 1975 la federazione australiana World Championship Wrestling, affiliata NWA sul territorio dell'Australia, iniziò a riconoscere Bobby Hart, vincitore di un incontro con Ken Mantell (seppur questo non fosse campione), come legittimo detentore del NWA World Light Heavyweight Championship, dando vita ad una sua versione del titolo.
La versione australiana ebbe tuttavia vita breve: nell'agosto 1975 l'allora campione The Great Mephisto fu privato del titolo, che non fu più riassegnato ed è considerato cessato.

## Albo d'oro
| Legenda  |                                                                               |
| -------- | ----------------------------------------------------------------------------- |
| #        | Indica il numero del regno titolato                                           |
| Regno    | Viene indicato il numero del regno del campione                               |
| Data     | La data in cui il titolo è stato vinto                                        |
| Località | Indica il luogo in cui il titolo è stato vinto                                |
| Note     | Indica notizie particolari riguardanti i cambi di titolo o altre informazioni |

| # | Campione           | Regno | Data           | Giorni | Località          | Evento     | Note | Fonti |
| - | ------------------ | ----- | -------------- | ------ | ----------------- | ---------- | --- | ----- |
| 1 | Bobby Hart         | 1     | aprile 1975    | --     | Sydney, Australia | House show | Hart fu riconosciuto detentore della versione australiana del NWA World Light Heavyweight Championship.          |       |
| 2 | Ron Miller         | 1     | 18 aprile 1975 | 91     | Sydney, Australia | House show | |       |
| 3 | Bobby Hart         | 2     | 18 luglio 1975 | 7      | Sydney, Australia | House show | |       |
| 4 | The Great Mephisto | 1     | 25 luglio 1975 | --     | Sydney, Australia | House show | |       |
| — | Vacante            | —     | agosto 1978    | —      | —                 | —          | Il titolo fu reso vacante perché The Great Mephisto aveva utilizzato una mossa vietata e non fu più riassegnato. |       |